# Saturnia (Rome antique)
Pour les articles homonymes, voir Saturnia (homonymie).
Saturnia est le nom donné par les annalistes et poètes latins à un oppidum qui aurait occupé le Capitolium avant la fondation de Rome.
D'après Ovide, Saturnia serait le nom primitif de Rome car Saturne y aurait séjourné.
Virgile est plus précis. Saturnia était un oppidum fondé par Saturne après avoir été chassé du ciel par son fils Jupiter. Il faisait face à l'oppidum du Janicule, fondé par Janus. Énée, accompagné d'Évandre, le fondateur de l'Arx, la citadelle de Rome, n'en contemplèrent que des ruines.
D'après Varron, Saturnium ou Saturnius mons était le nom primitif du Capitolium. Dans les temps archaïques, elle était le siège d'un oppidum appelé Saturnia, dont Varron pouvait contempler trois vestiges : un temple de Saturne ; une porte alors nommée actuellement Pandana mais qui, selon Marcus Junius Gracchanus, s'appela d'abord Saturnia ; et enfin le nom de postici (de derrière) qui, dans les lois privées sur les édifices, est donné aux murs adossés au temple de Saturne.
D'après Festus, Saturnius mons était le nom primitif du Capitoliun, parce qu'il était considéré comme placé sous la protection de Saturne. On nommait encore Saturnii ceux qui habitaient l'oppidum construit tout au bas du Capitole, où se trouvait un autel consacré à Saturne antérieurement à la guerre de Troie, parce qu'ils faisaient leurs prières devant cet autel, la tête découverte, au contraire des Italiques qui, suivant la prescription d'Énée, se voilaient la tête, parce que celui-ci, rendant les honneurs religieux à Vénus, sa mère, sur le rivage du territoire de Laurente, et craignant d'interrompre le sacrifice s'il était reconnu par Ulysse, se voila la tête et évita ainsi d'être vu par l'ennemi.